# 天塩町立天塩小学校
天塩町立天塩小学校（てしおちょうりつ てしおしょうがっこう）は、北海道天塩郡天塩町新栄通4にある公立小学校。

## 概要
- 学級数 - 6
- 児童生徒数 - 131
- 本務教員数 - 16
- 本務職員数 - 8
- 校長 - 山田閑子[1]
- 学校給食 - あり

### 年表
- 1899年 - 創立。[2]
- 1900年 - 天塩教育所が認可される。[3]
- 1902年 - 天塩第一簡易教育所を分離（1941年に振老小に改称）
- 1905年 - 川口簡易教育所を分離。
- 1907年 - 更岸簡易教育所を分離。[4]
- 1985年 - 天塩町立産士小学校を統合。
- 1999年 - 天塩町立円山小学校を統合。
- 2001年 - 天塩町立振老小学校を統合。
- 2002年 - 天塩町立川口小学校を統合。
- 2007年 - 天塩町立北産士小学校を統合。
- 2012年 - 天塩町立更岸小学校を統合。

## 交通
- 沿岸バス - 特急はぼろ号「天塩」下車。

## 学校周辺
- 天塩町立天塩中学校
- 天塩町立国民健康保険病院
- 天塩川歴史資料館
- 天塩町農業協同組合
- 天塩駅跡